# Mörrih
Mörrih war ein Volumen- und Getreidemaß in Nubien.
- 1 Mörrih = 280 Liter